# Mitrobates

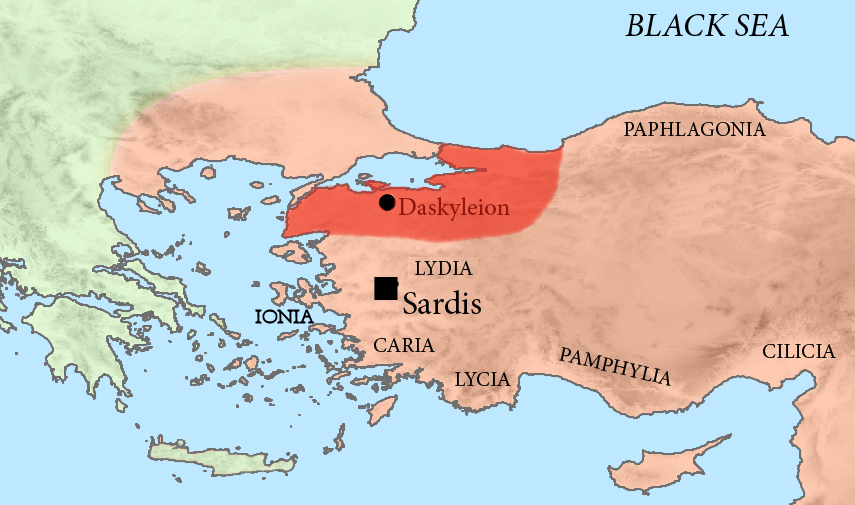
Ubicación de la Frigia Hellespontina y capital provincial de Dascylium, en el Imperio aqueménida, alrededor del 500 a. C.

Mitrobates (Μιτροβάτης) fue un sátrapa de la Frigia Helespóntica (Dascilio) hacia el 525 a. C.
Mitrobates es conocido por un pasaje de las Historias de Heródoto en el que aquel se enfrenta a Oretes, sátrapa de Sardes, por no haber ocupado la isla de Samos, próxima a su satrapía y "tan fácil de someter, que uno de sus naturales (Polícrates) se sublevó con quince hoplitas, se poderó de ella y es ahora su tirano".
Durante el periodo convulso que siguió a la muerte de Cambises II y la usurpación del trono persa por Esmerdis, Oretes pudo vengarse de las palabras de Mitrobates, asesinándolo junto a su hijo Cranaspes hacia el 520 a. C.